# Halomonadaceae
Halomonadaceae é uma família de bactérias da ordem Oceanospirillales.
São descritos os seguintes gêneros para a família:
- Carnimonas
- Chromohalobacter
- Cobetia
- Halomonas
- Portiera
- Zymobacter